# Férfi 100 méteres síkfutás a 2024. évi nyári olimpiai játékokon
A 2024. évi nyári olimpiai játékokon az atlétika férfi 100 méteres síkfutás versenyszámát augusztus 3-án és 4-én rendezték a párizsi Stade de France-ban. Az aranyérmet az amerikai Noah Lyles nyerte 9,784-es idővel.
Ez a versenyszám 30. alkalommal szerepelt az olimpiai programban.

## Verseny
Az olimpiák történetében először fordult elő, hogy elődöntőben futott 10 másodperc alatti eredmény nem elegendő a továbbjutásra. Az elődöntőben ugyanis 12 futó futott 10 másodperc alatti időt, de a döntőbe csak nyolcan juthattak. A versenyt az aktuális világbajnok Noah Lyles nyerte, aki századra azonos időt futott a jamaicai Kishane Thompsonnal. Valószínűleg ez volt minden idők legszorosabb olimpiai döntője. Az automatikus időmérés bevezetése óta egyszer mértek századra azonos időt az első két helyezett között, az 1980-as olimpia döntőjén, akkor ezredmásodperces pontosság még nem állt rendelkezésre, így a pontos különbség nem ismert. A döntőben az első és az utolsó versenyző között 0,12 másodperc különbség volt. Először fordult elő ezen a távon, hogy egy versenyen minden futó célbaért és mindegyikőjük 10 másodperc alatti eredménnyel végzett.

## Rekordok
A versenyt megelőzően a következő rekordok voltak érvényben:
| Világrekord                  | Usain Bolt (JAM)       | 9,58 | Berlin, Németország        | 2009. augusztus 16. |
| Olimpiai rekord              | Usain Bolt (JAM)       | 9,63 | London, Egyesült Királyság | 2012. augusztus 5.  |
| Világ legjobb idei eredménye | Kishane Thompson (JAM) | 9,77 | Kingston, Jamaica          | 2024. június 28.    |

## Eredmények
Az időeredmények másodpercben értendők. A rövidítések jelentése a következő:
| - OR: olimpiai rekord - AR: kontinens rekord - NR: országos rekord - PB: egyéni legjobb eredménye - SB: 2024-ben az addigi legjobb eredménye | - DQ: kizárták - DNS: nem indult a futamon - DNF: nem ért célba - Q: helyezés alapján továbbjutott - q: időeredmény alapján továbbjutott |

### Előfutamok
Minden előfutam első két helyezettje automatikusan az negyeddöntőbe jutott. Az összesített eredmények alapján a négy legjobb idővel rendelkező, helyezés alapján nem továbbjutó versenyző jutott a negyeddöntőbe.
1. előfutam
| H  | Pálya | Név                   | Nemzet                  | E              | Mj |
| -- | ----- | --------------------- | ----------------------- | -------------- | -- |
| 1. | 2     | Ebrahima Camara       | Gambia (GAM)            | 10,29          | Q  |
| 2. | 3     | Muhd Azeem Fahmi      | Malajzia (MAS)          | 10,42          | Q  |
| 3. | 4     | Marc Brian Louis      | Szingapúr (SGP)         | 10,43          | q  |
| 4. | 5     | Sha Mahmood Noor Zahi | Afganisztán (AFG)       | 10,64          | NR |
| 5. | 6     | Seco Camara           | Bissau-Guinea (GBS)     | 10,76          |    |
| 6. | 7     | William Reed          | Marshall-szigetek (MHL) | 11,29          | PB |
| 7. | 8     | Karalo Maibuca        | Tuvalu (TUV)            | 11,30          | NR |
|    |       |                       |                         | Szél: +0,6 m/s |    |

2. előfutam
| H  | Pálya | Név                | Nemzet                          | E              | Mj         |
| -- | ----- | ------------------ | ------------------------------- | -------------- | ---------- |
| 1. | 2     | Davonte Howell     | Kajmán-szigetek (CAY)           | 10,31          | Q          |
| 2. | 4     | Sibusiso Matsenjwa | Szváziföld (SWZ)                | 10,39          | Q          |
| 3. | 6     | Didier Kiki        | Benin (BEN)                     | 10,76 (,755)   |            |
| 4. | 5     | Hervé Toumandji    | Közép-afrikai Köztársaság (CAF) | 10,76 (,760)   |            |
| 5. | 7     | Kenaz Kaniwete     | Kiribati (KIR)                  | 11,29          | PB         |
| 6. | 8     | Darko Pešić        | Montenegró (MNE)                | 11,85          |            |
| 7. | 3     | Steven Sabino      | Mozambik (MOZ)                  | DQ             | Rossz rajt |
|    |       |                    |                                 | Szél: -0,3 m/s |            |

3. előfutam
| H  | Pálya | Név              | Nemzet              | E              | Mj    |
| -- | ----- | ---------------- | ------------------- | -------------- | ----- |
| 1. | 2     | Noa Bibi         | Mauritius (MRI)     | 10,27          | Q     |
| 2. | 5     | Franko Burraj    | Albánia (ALB)       | 10,60 (,596)   | Q, PB |
| 3. | 4     | Favoris Muzrapov | Tádzsikisztán (TJK) | 10,60 (,597)   |       |
| 4. | 3     | Diu Chun Hei     | Hongkong (HKG)      | 10,62          |       |
| 5. | 6     | Melique García   | Honduras (HON)      | 10,76          |       |
| 6. | 7     | Rija Gardiner    | Madagaszkár (MAD)   | 10,82          | PB    |
| 7. | 9     | Manuel Ataide    | Kelet-Timor (TLS)   | 11,35          | NR    |
| 8. | 8     | Samer Al-Yafaee  | Jemen (YEM)         | 11,54          | PB    |
|    |       |                  |                     | Szél: +0,1 m/s |       |

4. előfutam
| H  | Pálya | Név                 | Nemzet                | E              | Mj    |
| -- | ----- | ------------------- | --------------------- | -------------- | ----- |
| 1. | 2     | Christopher Borzor  | Haiti (HAI)           | 10,26          | Q     |
| 2. | 4     | Marcos Santos       | Angola (ANG)          | 10,31          | Q, NR |
| 3. | 3     | Hachim Maaroufou    | Comore-szigetek (COM) | 10,44          | q     |
| 4. | 9     | Taha Hussein Yaseen | Irak (IRQ)            | 10,51          | q, PB |
| 5. | 5     | Ibadulla Adam       | Maldív-szigetek (MDV) | 10,55          | PB    |
| 6. | 6     | Shaun Gill          | Belize (BIZ)          | 11,17          |       |
| 7. | 8     | Scott Fiti          | Mikronézia (FSM)      | 11,61          | SB    |
| 8. | 7     | Ahmed Essabai       | Líbia (LBA)           | 11,89          |       |
|    |       |                     |                       | Szél: +0,2 m/s |       |

5. előfutam
| H  | Pálya | Név                 | Nemzet                                | E              | Mj     |
| -- | ----- | ------------------- | ------------------------------------- | -------------- | ------ |
| 1. | 3     | Naquille Harris     | Saint Kitts és Nevis (SKN)            | 10,33          | Q      |
| 2. | 2     | Lalu Muhammad Zohri | Indonézia (INA)                       | 10,35          | Q      |
| 3. | 5     | Dominique Mulamba   | Kongói Demokratikus Köztársaság (COD) | 10,54          | q, =SB |
| 4. | 4     | Fodé Sissoko        | Mali (MLI)                            | 10,66          |        |
| 5. | 7     | Joseph Green        | Guam (GUM)                            | 10,85          | SB     |
| 6. | 6     | Winzar Kakiouea     | Nauru (NRU)                           | 11,15          |        |
| 7. | 9     | Remigio Santander   | Egyenlítői-Guinea (GEQ)               | 11,65          | SB     |
| 8. | 8     | Maleselo Fukofuka   | Tonga (TGA)                           | 12,11          | PB     |
|    |       |                     |                                       | Szél: -0,4 m/s |        |

6. előfutam
| H  | Pálya | Név                         | Nemzet                   | E              | Mj |
| -- | ----- | --------------------------- | ------------------------ | -------------- | -- |
| 1. | 2     | Arturo Deliser              | Panama (PAN)             | 10,34          | Q  |
| 2. | 4     | Dylan Sicobo                | Seychelle-szigetek (SEY) | 10,51          | Q  |
| 3. | 5     | Wissy Hoye                  | Gabon (GAB)              | 10,59          |    |
| 4. | 7     | Jalen Lisse                 | Suriname (SUR)           | 10,64          | PB |
| 5. | 3     | Beppe Grillo                | Málta (MLT)              | 10,69          |    |
| 6. | 8     | Imranur Rahman              | Banglades (BAN)          | 10,73 (,727)   | SB |
| 7. | 6     | Waisake Tewa                | Fidzsi-szigetek (FIJ)    | 10,73 (,729)   | SB |
| 8. | 9     | Muhd Noor Firdaus Ar-Rasyid | Brunei (BRU)             | 10,86          | SB |
|    |       |                             |                          | Szél: +0,3 m/s |    |

### Negyeddöntők
Minden negyeddöntő első három helyezettje automatikusan az elődöntőbe jutott. Az összesített eredmények alapján további három futó került az elődöntőbe.
1. negyeddöntő
| H  | Pálya | Név                 | Nemzet               | E              | Mj         |
| -- | ----- | ------------------- | -------------------- | -------------- | ---------- |
| 1. | 5     | Kishane Thompson    | Jamaica (JAM)        | 10,00          | Q          |
| 2. | 6     | Benjamin Azamati    | Ghána (GHA)          | 10,08          | Q          |
| 3. | 1     | Reynaldo Espinosa   | Kuba (CUB)           | 10,11          | Q          |
| 4. | 2     | Felipe Bardi        | Brazília (BRA)       | 10,18          |            |
| 5. | 9     | Higasida Akihiro    | Japán (JPN)          | 10,19          |            |
| 6. | 3     | Lalu Muhammad Zohri | Indonézia (INA)      | 10,26          |            |
| 7. | 8     | Kayhan Özer         | Törökország (TUR)    | 10,34          |            |
| 8. | 7     | Sibusiso Matsenjwa  | Szváziföld (SWZ)     | 10,39          |            |
| 9. | 4     | Jeremiah Azu        | Nagy-Britannia (GBR) | DQ             | Rossz rajt |
|    |       |                     |                      | Szél: +0,6 m/s |            |

2. negyeddöntő
| H  | Pálya | Név                | Nemzet                   | E              | Mj |
| -- | ----- | ------------------ | ------------------------ | -------------- | -- |
| 1. | 2     | Ferdinand Omanyala | Kenya (KEN)              | 10,08          | Q  |
| 2. | 1     | Chituru Ali        | Olaszország (ITA)        | 10,12          | Q  |
| 3. | 7     | Joshua Hartmann    | Németország (GER)        | 10,16          | Q  |
| 4. | 4     | Joshua Azzopardi   | Ausztrália (AUS)         | 10,20          |    |
| 5. | 6     | Devin Augustine    | Trinidad és Tobago (TTO) | 10,31          |    |
| 6. | 9     | Erik Cardoso       | Brazília (BRA)           | 10,35 (,344)   |    |
| 7. | 3     | Arturo Deliser     | Panama (PAN)             | 10,35 (,347)   |    |
| 8. | 5     | Jhonny Rentería    | Kolumbia (COL)           | 10,38          |    |
| 9. | 8     | Muhd Azeem Fahmi   | Malajzia (MAS)           | 10,45          |    |
|    |       |                    |                          | Szél: +0,2 m/s |    |

3. negyeddöntő
| H  | Pálya | Név                        | Nemzet                        | E              | Mj |
| -- | ----- | -------------------------- | ----------------------------- | -------------- | -- |
| 1. | 3     | Louie Hinchliffe           | Nagy-Britannia (GBR)          | 9,98           | Q  |
| 2. | 6     | Noah Lyles                 | Egyesült Államok (USA)        | 10,04          | Q  |
| 3. | 4     | Shaun Maswanganyi          | Dél-afrikai Köztársaság (RSA) | 10,06          | Q  |
| 4. | 7     | Hszie Csen-je (Xie Zhenye) | Kína (CHN)                    | 10,16          |    |
| 5. | 5     | Owen Ansah                 | Németország (GER)             | 10,22          |    |
| 6. | 8     | Ali Anwar Al-Balushi       | Omán (OMA)                    | 10,26          |    |
| 7. | 1     | Naquille Harris            | Saint Kitts és Nevis (SKN)    | 10,38          |    |
| 8. | 2     | Markus Fuchs               | Ausztria (AUT)                | 10,59          |    |
| 9. | 9     | Dylan Sicobo               | Seychelle-szigetek (SEY)      | 10,62          |    |
|    |       |                            |                               | Szél: -0,2 m/s |    |

4. negyeddöntő
| H  | Pálya | Név                    | Nemzet                | E             | Mj |
| -- | ----- | ---------------------- | --------------------- | ------------- | -- |
| 1. | 6     | Oblique Seville        | Jamaica (JAM)         | 9,99          | Q  |
| 2. | 4     | Abdul Hakim Sani Brown | Japán (JPN)           | 10,02         | Q  |
| 3. | 2     | Puripol Boonson        | Thaiföld (THA)        | 10,13         | Q  |
| 4. | 3     | Favour Ashe            | Nigéria (NGR)         | 10,16         | q  |
| 5. | 5     | Duan Asemota           | Kanada (CAN)          | 10,17         |    |
| 6. | 7     | Terrence Jones         | Bahama-szigetek (BAH) | 10,31         |    |
| 7. | 1     | Marcos Santos          | Angola (ANG)          | 10,40         |    |
| 8. | 8     | Franko Burraj          | Albánia (ALB)         | 10,66         |    |
| 9. | 9     | Oliwer Wdowik          | Lengyelország (POL)   | 11,53         |    |
|    |       |                        |                       | Szél: 0,0 m/s |    |

5. negyeddöntő
| H  | Pálya | Név                     | Nemzet                        | E              | Mj |
| -- | ----- | ----------------------- | ----------------------------- | -------------- | -- |
| 1. | 2     | Kayinsola Ajayi         | Nigéria (NGR)                 | 10,02          | Q  |
| 2. | 4     | Marcell Jacobs          | Olaszország (ITA)             | 10,05          | Q  |
| 3. | 5     | Abdul-Rasheed Saminu    | Ghána (GHA)                   | 10,06 (,053)   | Q  |
| 4. | 6     | Benjamin Richardson     | Dél-afrikai Köztársaság (RSA) | 10,06 (,060)   | q  |
| 5. | 1     | Hassan Taftian          | Irán (IRI)                    | 10,18          | SB |
| 6. | 3     | Davonte Howell          | Kajmán-szigetek (CAY)         | 10,24 (,232)   |    |
| 7. | 9     | Henrik Larsson          | Svédország (SWE)              | 10,24 (,232)   |    |
| 8. | 7     | Paulo André de Oliveira | Brazília (BRA)                | 10,46          |    |
| 9. | 8     | Marc Brian Louis        | Szingapúr (SGP)               | DNS            |    |
|    |       |                         |                               | Szél: -0,3 m/s |    |

6. negyeddöntő
| H  | Pálya | Név               | Nemzet                        | E              | Mj  |
| -- | ----- | ----------------- | ----------------------------- | -------------- | --- |
| 1. | 5     | Akani Simbine     | Dél-afrikai Köztársaság (RSA) | 10,03          | Q   |
| 2. | 3     | Ackeem Blake      | Jamaica (JAM)                 | 10,06          | Q   |
| 3. | 4     | Rikkoi Brathwaite | Brit Virgin-szigetek (IVB)    | 10,13          | Q   |
| 4. | 1     | Ebrahima Camara   | Gambia (GAM)                  | 10,21          |     |
| 5. | 2     | Wanya McCoy       | Bahama-szigetek (BAH)         | 10,24          |     |
| 6. | 8     | Rohan Browning    | Ausztrália (AUS)              | 10,29          | =SB |
| 7. | 9     | Simon Hansen      | Dánia (DEN)                   | 10,39          |     |
| 8. | 6     | Emanuel Archibald | Guyana (GUY)                  | 10,40          |     |
| 9. | 7     | Hachim Maaroufou  | Comore-szigetek (COM)         | 10,52          |     |
|    |       |                   |                               | Szél: -1,1 m/s |     |

7. negyeddöntő
| H  | Pálya | Név                 | Nemzet                      | E              | Mj    |
| -- | ----- | ------------------- | --------------------------- | -------------- | ----- |
| 1. | 2     | Kenny Bednarek      | Egyesült Államok (USA)      | 9,97           | Q     |
| 2. | 1     | Emmanuel Eseme      | Kamerun (CMR)               | 9,98           | Q, SB |
| 3. | 5     | Andre De Grasse     | Kanada (CAN)                | 10,07          | Q     |
| 4. | 4     | Emmanuel Matadi     | Libéria (LBR)               | 10,08          | q     |
| 5. | 6     | Szakai Rjúicsiró    | Japán (JPN)                 | 10,17          |       |
| 6. | 3     | Noa Bibi            | Mauritius (MRI)             | 10,19          |       |
| 7. | 7     | Ronal Longa         | Kolumbia (COL)              | 10,29          | =SB   |
| 8. | 8     | José González       | Dominikai Köztársaság (DOM) | 10,40          |       |
| 9. | 9     | Taha Hussein Yaseen | Irak (IRQ)                  | 10,50          | PB    |
|    |       |                     |                             | Szél: +0,3 m/s |       |

8. negyeddöntő
| H  | Pálya | Név                | Nemzet                                | E              | Mj         |
| -- | ----- | ------------------ | ------------------------------------- | -------------- | ---------- |
| 1. | 5     | Fred Kerley        | Egyesült Államok (USA)                | 9,97           | Q          |
| 2. | 2     | Letsile Tebogo     | Botswana (BOT)                        | 10,01          | Q          |
| 3. | 4     | Zharnel Hughes     | Nagy-Britannia (GBR)                  | 10,03          | Q          |
| 4. | 3     | Cejhae Greene      | Antigua és Barbuda (ANT)              | 10,17          |            |
| 5. | 1     | Christopher Borzor | Haiti (HAI)                           | 10,28          |            |
| 6. | 6     | Arthur Cisse       | Elefántcsontpart (CIV)                | 10,31          |            |
| 7. | 8     | Dominique Mulamba  | Kongói Demokratikus Köztársaság (COD) | 10,53          | SB         |
| 8. | 9     | Dorian Keletela    | Menekültek olimpiai csapata (EOR)     | 10,58          |            |
| 9. | 7     | Aaron Brown        | Kanada (CAN)                          | DQ             | Rossz rajt |
|    |       |                    |                                       | Szél: +0,2 m/s |            |

### Elődöntők
Minden elődöntő első két helyezettje automatikusan az elődöntőbe jutott. Az összesített eredmények alapján további két futó került a döntőbe.
1. elődöntő
| H  | Pálya | Név               | Nemzet                        | E              | Mj    |
| -- | ----- | ----------------- | ----------------------------- | -------------- | ----- |
| 1. | 6     | Oblique Seville   | Jamaica (JAM)                 | 9,81           | Q, PB |
| 2. | 4     | Noah Lyles        | Egyesült Államok (USA)        | 9,83           | Q     |
| 3. | 5     | Louie Hinchliffe  | Nagy-Britannia (GBR)          | 9,97           |       |
| 4. | 7     | Emmanuel Eseme    | Kamerun (CMR)                 | 10,00          |       |
| 5. | 9     | Shaun Maswanganyi | Dél-afrikai Köztársaság (RSA) | 10,02          | SB    |
| 6. | 1     | Favour Ashe       | Nigéria (NGR)                 | 10,08          |       |
| 7. | 8     | Chituru Ali       | Olaszország (ITA)             | 10,14          |       |
| 8. | 2     | Rikkoi Brathwaite | Brit Virgin-szigetek (IVB)    | 10,15          |       |
| 9. | 3     | Benjamin Azamati  | Ghána (GHA)                   | 10,17          |       |
|    |       |                   |                               | Szél: +0,7 m/s |       |

2. elődöntő
| H  | Pálya | Név               | Nemzet                        | E             | Mj    |
| -- | ----- | ----------------- | ----------------------------- | ------------- | ----- |
| 1. | 5     | Akani Simbine     | Dél-afrikai Köztársaság (RSA) | 9,87          | Q     |
| 2. | 4     | Letsile Tebogo    | Botswana (BOT)                | 9,91          | Q     |
| 3. | 8     | Marcell Jacobs    | Olaszország (ITA)             | 9,92          | q, SB |
| 4. | 7     | Kenny Bednarek    | Egyesült Államok (USA)        | 9,93          | q     |
| 5. | 3     | Ackeem Blake      | Jamaica (JAM)                 | 10,06         |       |
| 6. | 6     | Kayinsola Ajayi   | Nigéria (NGR)                 | 10,13         |       |
| 7. | 9     | Joshua Hartmann   | Németország (GER)             | 10,16         |       |
| 8. | 2     | Emmanuel Matadi   | Libéria (LBR)                 | 10,18         |       |
| 9. | 1     | Reynaldo Espinosa | Kuba (CUB)                    | 10,21         |       |
|    |       |                   |                               | Szél: 0,0 m/s |       |

3. elődöntő
| H  | Pálya | Név                    | Nemzet                        | E              | Mj |
| -- | ----- | ---------------------- | ----------------------------- | -------------- | -- |
| 1. | 4     | Kishane Thompson       | Jamaica (JAM)                 | 9,80           | Q  |
| 2. | 7     | Fred Kerley            | Egyesült Államok (USA)        | 9,84           | Q  |
| 3. | 9     | Benjamin Richardson    | Dél-afrikai Köztársaság (RSA) | 9,95           |    |
| 4. | 5     | Abdul Hakim Sani Brown | Japán (JPN)                   | 9,96           | PB |
| 5. | 2     | Andre De Grasse        | Kanada (CAN)                  | 9,98           | SB |
| 6. | 3     | Zharnel Hughes         | Nagy-Britannia (GBR)          | 10,01          |    |
| 7. | 8     | Abdul-Rasheed Saminu   | Ghána (GHA)                   | 10,05          |    |
| 8. | 6     | Ferdinand Omanyala     | Kenya (KEN)                   | 10,08          |    |
| 9. | 1     | Puripol Boonson        | Thaiföld (THA)                | 10,14          |    |
|    |       |                        |                               | Szél: +0,5 m/s |    |

### Döntő
| H     | Pálya | Név              | Nemzet                        | E              | Mj |
| ----- | ----- | ---------------- | ----------------------------- | -------------- | -- |
| Arany | 7     | Noah Lyles       | Egyesült Államok (USA)        | 9,79 (9,784)   | PB |
| Ezüst | 4     | Kishane Thompson | Jamaica (JAM)                 | 9,79 (9,789)   |    |
| Bronz | 3     | Fred Kerley      | Egyesült Államok (USA)        | 9,81           | SB |
| 4.    | 5     | Akani Simbine    | Dél-afrikai Köztársaság (RSA) | 9,82           | NR |
| 5.    | 9     | Marcell Jacobs   | Olaszország (ITA)             | 9,85           | SB |
| 6.    | 8     | Letsile Tebogo   | Botswana (BOT)                | 9,86           | NR |
| 7.    | 2     | Kenny Bednarek   | Egyesült Államok (USA)        | 9,88           |    |
| 8.    | 6     | Oblique Seville  | Jamaica (JAM)                 | 9,91           |    |
|       |       |                  |                               | Szél: +1.0 m/s |    |